# Centre Sant Josep
El Centre Sant Josep és un edifici protegit com a bé cultural d'interès local a l'Hospitalet de Llobregat (Barcelonès).
És un edifici entre mitgeres de planta baixa i tres pisos. La façana s'estructura simètricament a partir d'un eix central marcat per la porta d'accés i els òculs que donen llum a l'escala. A banda i banda d'aquest eix s'alternen fileres de balcons i finestres.
Al voltant de les obertures -finestres i balcons- hi ha garlandes i relleus de motius vegetals. Els balcons tenen baranes de ferro forjat. Hi ha decoració d'esgrafiats entre la porta i el primer òcul.
El coronament de l'edifici està format per una cornisa amb esgrafiats i una barana que tanca l'espai del terrat. Al centre de la barana sobresurt un cos rectangular -hi figura l'any de construcció de l'immoble, 1924- rematat per una cornisa de línia corba.